# I. e. 100-as évek
Évszázadok: i. e. 3. század – i. e. 2. század – i. e. 1. század
Évtizedek: i. e. 150-es évek – i. e. 140-es évek – i. e. 130-as évek – i. e. 120-as évek – i. e. 110-es évek – i. e. 100-as évek – i. e. 90-es évek – i. e. 80-as évek – i. e. 70-es évek – i. e. 60-as évek – i. e. 50-es évek
Évek: i. e. 109 – i. e. 108 – i. e. 107 – i. e. 106 – i. e. 105 – i. e. 104 – i. e. 103 – i. e. 102 – i. e. 101 – i. e. 100